# Sandro Calvani
Sandro Calvani (Genova, 1952) è un funzionario italiano, consulente senior per la pianificazione strategica presso la Mae Fah Luang Foundation (sotto patrocinio Reale), Bangkok, Thailandia.
Ha dedicato tutta la sua vita professionale allo studio dell'innovazione creativa, il pensiero debole, i metodi efficaci di change management, di gestione e superamento dei conflitti. Nei paesi dove ha lavorato, Calvani ha dato priorità a far crescere la libertà e la giustizia che ritiene le due più grandi espressioni dei diritti personali e collettivi.

## Carriera
Calvani ha iniziato la sua carriera professionale nel 1976 presso l'Università di Genova, Italia, come giovane ricercatore del Consiglio Nazionale delle Ricerche, con studi sulla genetica extra-nucleare di organismi monocellulari. Nel 1978 è stato uno dei più giovani vincitori di una borsa di studio del programma Fulbright Hays per proseguire gli studi presso la Colorado State University (CSU) a Fort Collins, CO, USA. Durante la sua specializzazione al Natural Resource Ecology Laboratory della CSU iniziò ad interessarsi ai temi dello sviluppo rurale sostenibile e completò uno dei suoi primi libri Terzo Mondo Profeta per divulgare le tematiche complesse dello sviluppo dei paesi poveri. Al rientro in Italia nel 1979 iniziò ad interessarsi al tema emergente delle migrazioni nel Mediterraneo e come esperto volontario della Caritas Italiana aprì a Genova il primo centro strutturato di accoglienza per gli stranieri e gli immigrati clandestini in un porto marittimo, in collaborazione con l'allora Prefetto straordinario anti-terrorismo Generale Carlo Alberto dalla Chiesa.
Nel 1980 fu scelto come primo dirigente laico della Caritas Italiana e come primo responsabile del settore internazionale per gli aiuti umanitari e per lo sviluppo sostenibile. Collaborò alla campagna nazionale di accoglienza dei boat people che scappavano dal Sud-Est asiatico dopo la fine della guerra in Vietnam, collaborò alla prima legge nazionale sull'obiezione di coscienza all'uso delle armi e alla creazione dei primi corsi per gli obiettori.
A seguito del grave terremoto in Irpinia nel novembre 1980 Calvani contribuì a creare le prime reti europee di soccorso nei disastri naturali, in collaborazione con Guido Bertolaso. Per due anni Calvani coordinò gli aiuti delle chiese di ogni parte del mondo per le vittime del terremoto nel Sud Italia. Nel 1982 Calvani fu eletto rappresentante degli organismi italiani di aiuto allo sviluppo presso la Direzione Generale per la Cooperazione allo Sviluppo del Ministero degli Esteri e presso la Commissione ed il Parlamento europeo a Bruxelles. Negli anni ‘80 Calvani collaborò con le campagne di mobilitazione contro la fame del mondo ideate dal Partito Radicale e con le scuole estive di formazione ai valori della politica in collaborazione con Romano Prodi.
In otto anni come capo degli aiuti internazionali del più grande organismo italiano di aiuto allo sviluppo Calvani ha diretto e raccolto le risorse finanziarie per centinaia di progetti auto-sostenibili di sviluppo in oltre 60 paesi poveri, che visitò per contribuire a creare una forte leadership locale per lo sviluppo sostenibile.
In collaborazione con le ACLI creò campagne di solidarietà e di studio-ricerca sui paesi in via di sviluppo come Un pozzo, un'ape regina ed un limone che ispirarono centinaia di iniziative di studio ed azione sulla disuguaglianza Nord-Sud. Nel 1975 Calvani ideò il titolo della prima campagna italiana di opinione pubblica sui consumi etici, il rispetto dell'ambiente, il riciclaggio e la giustizia Nord-Sud chiamata Contro la fame cambia la vita. Calvani contribuì a creare istituzioni di iniziativa popolare di aiuto allo sviluppo come Magis, GMA, IPSIA, CEM ed altri.
A partire dal 1982 Sandro Calvani divenne uno dei primi leader italiani dell'educazione alla mondialità, allo sviluppo, all'interculturalità grazie ad una collana di articoli dal titolo Dai poveri si impara, i diari scolastici chiamati Diario di un mondo solo, ai suoi primi libri in italiano di divulgazione sul Terzo Mondo, come Terzo mondo chi è, Poveri oggi, poveri domani, Gli aiuti aiutano, e vari libri della Prima Piccola Enciclopedia dello Sviluppo. Calvani aiutò la nascita delle prime esperienze di consumi e negozi equo-solidali, soprattutto nel Sud Italia.
Nel 1988 Calvani fu  scelto dall'Organizzazione Mondiale della Sanità come fondatore e primo direttore del Panafrican Centre for Disaster Preparedness con sede ad Addis Abeba, Etiopia. Il Centro dell'OMS creò i primi programmi di prevenzione e gestione dei disastri in Africa e contribuì a sperimentare le prime buone pratiche di protezione civile in Africa. Durante la direzione di Calvani del Centro Panafricano dell'OMS il dittatore etiopico Menghistu Hailè Mariàm fece arrestare e torturare una funzionaria del Centro OMS. Calvani fu il primo diplomatico dell'OMS a denunciare gli abusi di un dittatore africano, fornendo prove ad Amnesty International e alla Quinta Commissione dell'ONU. La funzionaria OMS, liberata due anni dopo a seguito della caduta di Menghistu, disse in un discorso pubblico che la mobilitazione internazionale sul suo caso le aveva salvato la vita.
Nel 1991 Calvani divenne il più giovane direttore della regione africana dell'OMS con sede a Brazzaville, Congo, incaricato del coordinamento delle agenzie dell'ONU nel campo della salute, della ricerca scientifica e dei centri di documentazione sulla salute pubblica in Africa.
Nel 1992 Calvani fu distaccato alla neonata agenzia anti-droga delle Nazioni Unite; come rappresentante e direttore dell'ufficio in Bolivia contribuì a far crescere il programma boliviano di sviluppo rurale alternativo alle coltivazioni illecite di coca fino ad un bilancio record di 45 milioni di dollari, il più grande programma ONU in quel settore.
In quegli anni Calvani iniziò vari studi e ricerche sugli usi tradizionali della coca e sulla scoperta della cocaina, che poi pubblicò in diversi libri in più lingue tra cui: Profezia della coca, L'altra faccia della coca, Un mare di coca, La coca, Passato e presente. Miti e realtà.
Tra il 1995 e il 1999 Calvani fu nominato alla Direzione regionale dello stesso programma delle Nazioni Unite per i Caraibi e come rappresentante presso le istituzioni europee a Bruxelles. Durante quel periodo, in collaborazione con il Generale Mc Caffrey, Zar anti-droga degli Stati Uniti nella prima amministrazione Clinton, Calvani ideò il Barbados Plan of Action, il primo vasto programma regionale di controllo e prevenzione del narcotraffico cui aderirono oltre quaranta paesi dei Caraibi o con interessi strategici nella regione.
Nel 1999 Calvani divenne direttore regionale per il Sud-Est Asiatico e il Pacifico del programma anti-droga ed anti-crimine dell'ONU, con sede a Bangkok, e responsabilità su trentuno paesi della regione, compresi Cina, Malesia, Singapore, Indonesia, Giappone, Corea, Australia, Vietnam, Filippine, Myanmar, Cambogia e Laos. Calvani creò il primo programma internazionale di controllo e prevenzione del narcotraffico attorno alla Cina, chiamato ACCORD, Asean and China Cooperative Operations in Response to dangerous Drugs, che dopo varie trasformazioni esiste ancora oggi. All'inizio del nuovo secolo Calvani fu nominato all'unanimità come Coordinatore dei programmi ONU contro l'Hiv-Aids per il Sud-Est Asiatico ed il Pacifico. Nel 2001, in collaborazione con una ONG locale in Indonesia, Calvani creò il primo programma popolare con i mass media Lights on (Accendi la luce) per informare i giovani sui rischi dell'uso di droghe illecite. Il programma sorprendeva per la prima volta gli automobilisti con l'idea di far accendere le luci dell'auto a mezzogiorno, anche sotto il sole tropicale, proprio per far chiaro su tutti i tabù della droga.
Dal 2004 Calvani divenne Direttore dell'UNODC (Programma delle Nazioni Unite contro la droga ed il crimine) in Colombia con sede a Bogotà. Durante la direzione di Calvani il programma dell'ONU divenne il più grande programma di sostituzione di coltivazioni illecite al mondo, con diversi uffici locali, centinaia di collaboratori e un vasto programma di monitoraggio satellitare della coca. Calvani favorì programmi innovativi di collaborazione pubblico-privato tra i quali una telenovela di grande ascolto Todos Quieren con Marilyn, per informare sui traffici di persone, ideato e realizzato con Adriana Ruiz-Restrepo ed un programma di impegno musicale contro il traffico di armi ispirato da una escopetarra, un mitra AK-47 trasformato in chitarra elettrica, in collaborazione con il musicista colombiano César López. Il programma di coltivazioni illecite in Colombia si ampliò a oltre 60.000 famiglie di guardabosques, famiglie che conservano l'ambiente e coltivano prodotti forestali in alternativa alla coca. Alcuni prodotti gourmet, come cacao, miele e caffè, ottennero poi la collaborazione di Good Food e di altri progetti della Comunità di San Patrignano in Italia.
Nel 2007 Calvani è stato nominato dal Segretario Generale delle Nazioni Unite Ban Ki-moon nuovo direttore dell'UNICRI (United Nations Interregional Crime and Justice Research Institute). Calvani ha concluso la sua direzione dell'UNICRI nell'Aprile 2010. Sotto la guida di Calvani l'UNICRI è divenuto il più noto istituto globale di ricerca applicata sui crimini emergenti, la governance della sicurezza e del terrorismo e la riforma della giustizia internazionale. I prodotti di più grande successo dell'UNICRI includono il primo rapporto dell'ONU sulla contraffazione, il primo manuale di procedura penale per i tribunali internazionali, il Master LLM su criminalità e giustizia internazionale, il rapporto UNICRI sui crimini ambientali, la rivista internazionale Freedom from Fear, il programma innovativo sui diritti della terra in collaborazione con Terra Madre e Slow Food, il programma di collaborazioni pubblico-privato sulla sicurezza dei grandi eventi e quello sui rischi da sostanze CBRN (chimiche, biologiche, radiologiche e nucleari).
Nel 2008 Calvani è stato nominato Chairman del Global Agenda Council on Illicit Trade, un'iniziativa del World Economic Forum. In seguito è divenuto membro del Global Agenda Council on Poverty del WEF.
Nel corso della sua carriera Calvani ha partecipato a corsi di specializzazione sulla leadership dello sviluppo all'Università Harvard (Cambridge, Massachusetts) e sulla gestione delle grandi emergenze sanitarie a Lovanio (Belgio). Ha inoltre ricevuto vari premi di eccellenza professionale in ogni continente del mondo.
Nel 2010 è nominato nuovo direttore del centro ASEAN di eccellenza sugli obiettivi di sviluppo del millennio (ARCMDG) presso l'Asian Institute of Technology (AIT), con sede a Bangkok, Thailandia. Nello stesso anno ha ricevuto il premio "Artigiano della Pace" promosso dal Sermig di Torino.
Da Settembre 2010 a Giugno 2013 Calvani è stato direttore esecutivo del Centro di eccellenza ASEAN sugli Obiettivi di Sviluppo del Millennio delle Nazioni Unite (ARCMDG) presso l'Asian Institute of Technology (AIT) a Bangkok, Thailand e ha facilitato altre attività AIT di servizio alla comunità, come servizi di social business e di responsabilità sociale delle imprese con l'AIT Yunus Center, CSR Asia Center oltre che altre attività di collegamento in rete e di ricerca fondi. ARCMDG ha collaborato con le Nazioni Unite e diversi organi di ASEAN per accelerare l'ottenimento degli Obiettivi di Sviluppo del Millennio attraverso buone pratiche di sviluppo sostenibile.

## Pubblicazioni
Calvani ha pubblicato 29 libri ed oltre 800 articoli su temi di sviluppo, diritti, criminalità, giustizia. Hanno pubblicato interviste a Calvani grandi giornali e riviste come Economist, Miami Herald, El País, Herald Tribune, Bangkok Post, El Tiempo, The Nation, Jakarta Post.